# Sagrada Família (Chili)
Pour les articles homonymes, voir Sagrada Familia.

Localisation de la commune de Sagrada Família dans la Région du Maule au centre du Chili.

Sagrada Família est une commune du Chili faisant partie de la province de Curicó elle-même rattachée à la région du Maule.
La population était de 17 839 habitants lors du recensement de 2012.

Position de Sagrada Família (en rouge) au sein de la région du Maule.